# Comercio transahariano
El comercio transahariano se refiere al tráfico de mercancías a través del Sahara hasta alcanzar África subsahariana desde la costa del Norte de África, Europa o el Levante. Si bien ha existido desde tiempos prehistóricos, el apogeo de esta ruta comercial se produjo entre los siglos VIII hasta el XVI.

## Desertificación creciente e incentivo económico

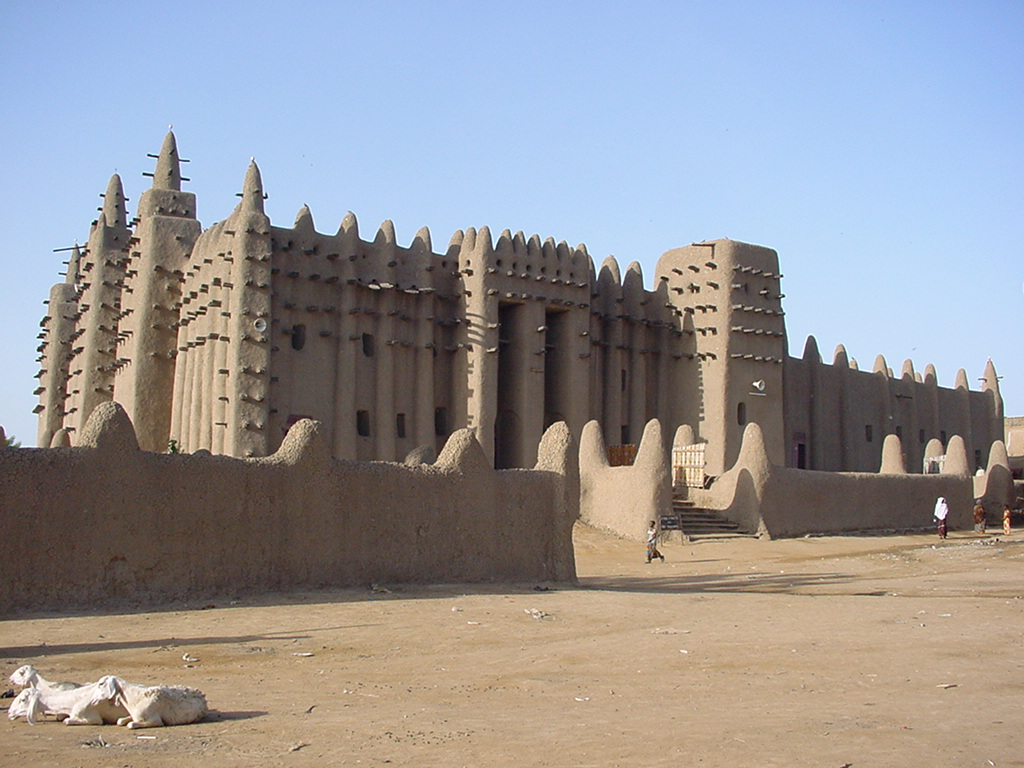
Djenné, fundada en 800, era un centro comercial importante, ahora Patrimonio de la Humanidad.

El Sahara tuvo una vez un medio ambiente muy diferente. En las actuales Libia y Argelia, desde al menos el 7000 a. C., ya existía pastoreo, cuidado de ovejas y cabras, e importantes asentamientos donde se trabajaba la cerámica. El ganado fue introducido en el Sáhara Central (Ahaggar) entre los años 4000 y 3500 a. C. Pinturas rupestres significativas (fechadas entre el 3500 y el 2500 a. C.), en lugares actualmente extremadamente secos, muestran vegetación y presencia animal en lugares donde no se esperaría en la actualidad.
Como desierto, el Sahara es hoy una extensión hostil que separa la economía del Mediterráneo de la economía de la Cuenca del Níger. Como indica Fernand Braudel, cruzar esta zona (especialmente sin transporte mecanizado) vale la pena solo cuando unas circunstancias excepcionales aseguran la expectativa de lograr una ganancia extraordinaria que compense el coste y el peligro de tal travesía.  El Sáhara siempre ha sido hogar de pueblos que practicaban el comercio, pero en un entorno local.[cita requerida]
El comercio en la época precolonial fue liderado por las caravanas de camellos. Estos camellos eran engordados durante varios meses en las planicies del Magreb o del Sahel, antes de unirse a una caravana. De acuerdo , explorador que acompañó una de estas caravanas, el tamaño medio por caravana era de 1000 camellos. Algunas caravanas podían llegar a una extensión de hasta 12 000 camellos.  La caravana era guiada por un bereber muy bien pagado, quien conocía el desierto y podía asegurar una travesía segura a través de su bien conocido desierto. La supervivencia de una caravana era precaria y dependía de una muy cuidada coordinación. Se enviaban "corredores" adelantados hasta los oasis, de modo que el agua pudiera ser enviada a la caravana cuando esta estaba todavía a varios días de llegar al manantial, dado que las caravanas no podían transportar suficiente agua para toda la travesía.[cita requerida]

## Inicios del comercio transahariano

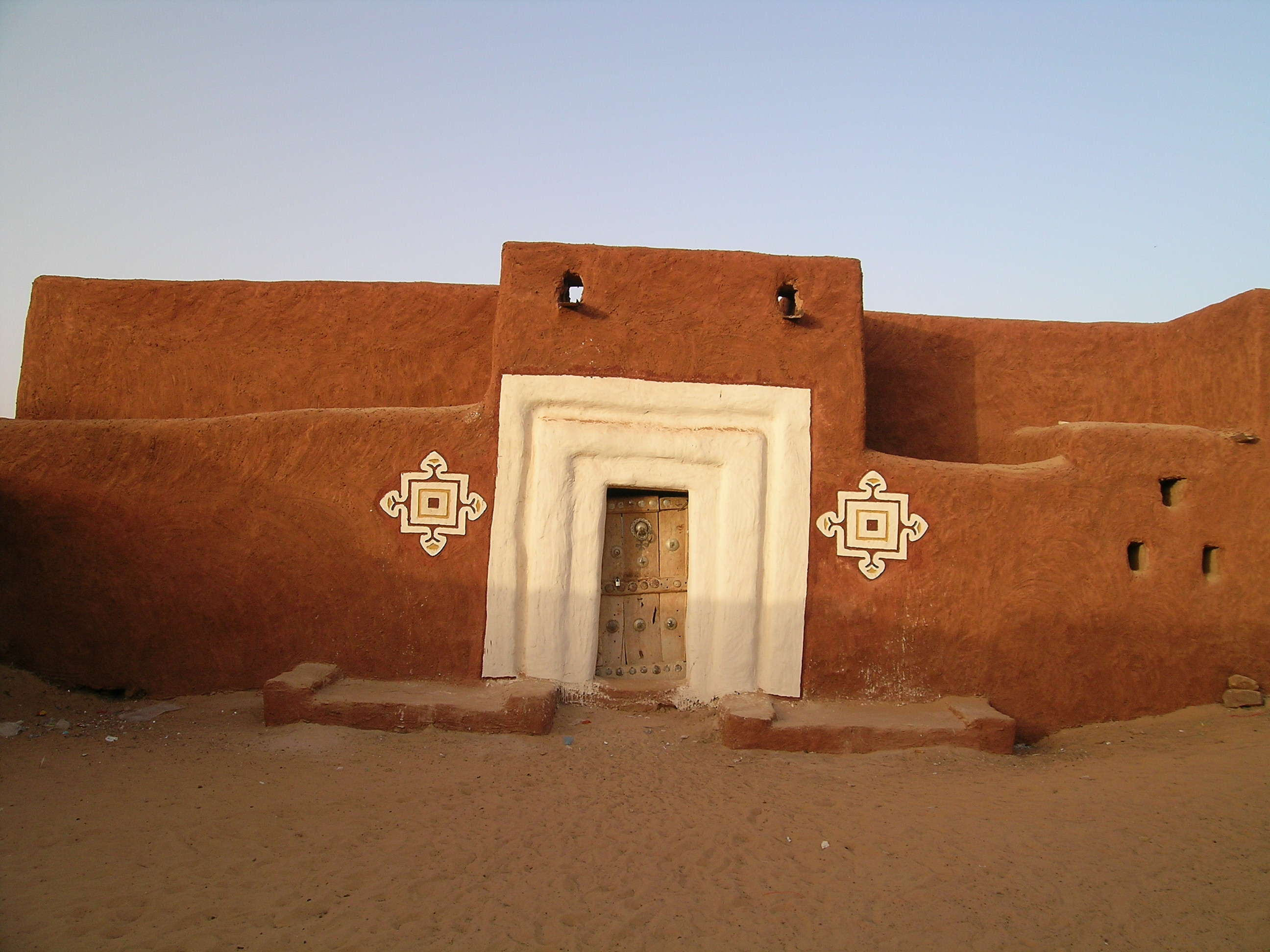
Un edificio en Ualata, en el sureste de Mauritania.

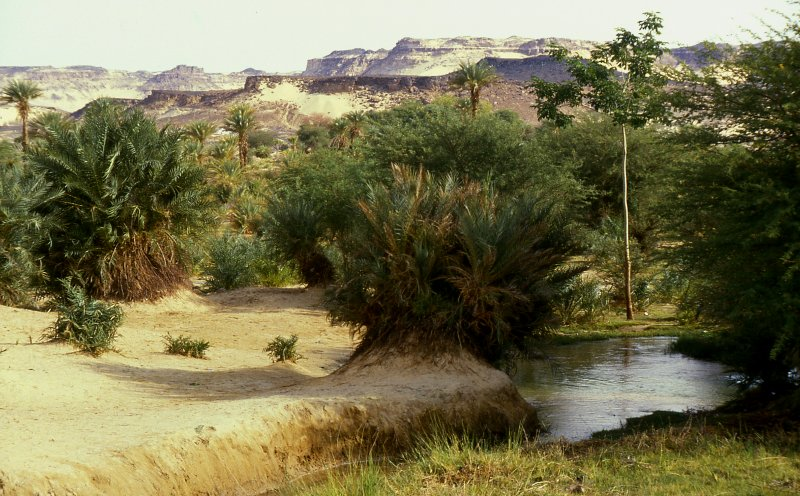
Oasis de Bilma, en el noreste de Níger, con el macizo del Kaouar al fondo.

El comercio prehistórico se expandió por la esquina noreste del Sáhara en la era Naqada. Los egipcios del período predinástico del período Naqada I comerciaron con Nubia en el sur de su territorio, con los oasis del desierto occidental hacia el oeste y con las culturas del Mediterráneo oriental hacia el oeste. También importaban obsidiana de Etiopía para dar forma a cuchillas y otros objetos.
La ruta a través del Uadi Hammamat desde el Nilo hasta el Mar Rojo fue conocida en períodos tan tempranos como la era predinástica. Existen pinturas describiendo barcos de mimbre egipcios siguiendo esta ruta con fechas anteriores al 4000 a. C. Antiguas ciudades de la Dinastía I de Egipto surgieron en las desembocaduras tanto del Nilo como del Mar Rojo, atestiguando la popularidad de esta antigua ruta. Pronto se convirtió en una ruta principal desde Tebas hasta el puerto del Mar Rojo de Elim, desde donde los viajeros se dirigían o bien hacia Asia, o Arabia, o hacia el Cuerno de África. Existen registros documentando el conocimiento de esta ruta por parte de Sesostris I, Seti, Ramsés IV y también, posteriormente, el Imperio romano, especialmente para productos derivados de la minería.
La ruta comercial de Darb el-Arbain, pasando por Kharga en el sur y Asiut en el norte, comenzó a ser utilizada en épocas tan tempranas como el Imperio Antiguo de Egipto para el transporte y comercio de oro, marfil, especias, trigo, animales y plantas. Posteriormente, los antiguos romanos protegerían esta ruta rodeándola de varios fuertes y pequeños puestos, algunos de los cuales protegían importantes asentamientos y zonas de cultivos. Descrita por Heródoto como una carretera "que se atraviesa... en cuarenta días", se convirtió en su tiempo en una importante ruta terrestre de comercio entre Nubia y Egipto, pasando a conocerse posteriormente como la Carretera de los Cuarenta Días. Desde Kobbei, 25 millas al norte de al-Fashir, la ruta pasaba a través del desierto por Bir Natrum, otro oasis y mina de sal, hasta Wadi Howar, antes de entrar en Egipto. La ruta de Darb el-Arbain era la más oriental de todas las rutas centrales.
La más occidental de las tres rutas centrales era la Carretera de Ghadames, que discurría desde el río Níger en Gao hacia el norte hasta Ghat y Ghadames antes de alcanzar Trípoli. Próxima a esta estaba las más accesible de las tres rutas, conocida como Carretera de Garamanteana, denominada así por los antiguos gobernantes de la tierra por la que discurría y también llamada la Travesía de Bilma.  Esta ruta transcurría hacia el sur por el desierto cercano a Murzuk antes de girar hacia el norte para pasar entre las montañas de Alhaggar y Tibesti, alcanzando finalmente el oasis de Kawar. Desde Kawar, las caravanas pasaban por las grandes dunas de arena de Bilma, donde sal de roca se extraía en grandes cantidades de diferentes minas para su comercio. Finalmente, se alcanzaba la sabana norte del lago Chad. Esta era la ruta más meridional, y su principal objeto de comercio eran esclavos y marfil del sur a cambio de sal.
Las rutas occidentales eran la Carretera de Ualata, a partir del río Senegal, y la Travesía de Taghaza, a partir del río Níger, que tenían su terminación norte en el importante centro comercial de Siyilmasa, ubicado en Marruecos, justo en la frontera norte del desierto. El crecimiento de la ciudad de Audagost, fundada en el siglo V a. C., fue incentivado por su posición en el extremo sur de la ruta transahariana.[cita requerida]
Hacia el este, las tres antiguas rutas conectaban el sur con el Mediterráneo. Los pastores del Fezzán de Libia, conocidos como los Garamantes, controlaban estas rutas en fechas tan remotas como el 1500 a. C. Desde su capital de Germa en el Wadi Ajal, el Imperio Garamanteano se adentraba hacia el norte hasta el mar y hacia el sur hasta el Sahel. Hacia el siglo IV a. C., las ciudades estado independientes de Fenicia habían expandido su control hasta el territorio y rutas controladas en su días por los Garamantes. Shillington afirma que los contactos con el Mediterráneo se incrementaron gracias a la apertura de la ciudad portuaria de Cartago. Fundada hacia el año 800 a. C., Cartago se convirtió en un nudo central para el comercio de África Occidental de oro, marfil y esclavos. África Occidental recibía a cambio sal, telas, mobiliario y objetos de metal. Shillington identifica esta ruta comercial como la fuente del hierro fundido de África Occidental. El comercio continuó en los tiempos de Roma. Aunque existen referencias clásicas al comercio directo entre el Mediterráneo con África Occidental (Daniels, p.22), la mayor parte de este comercio fue llevado a cabo por intermediarios que habitaban la zona y conocían las rutas de paso a través de las zonas secas. La Legión III Augusta posteriormente aseguró estas rutas en beneficio del Imperio Romano hacia el siglo I d. C., protegiendo la frontera sur del imperio durante los siguientes dos siglos y medio.

## Introducción del camello

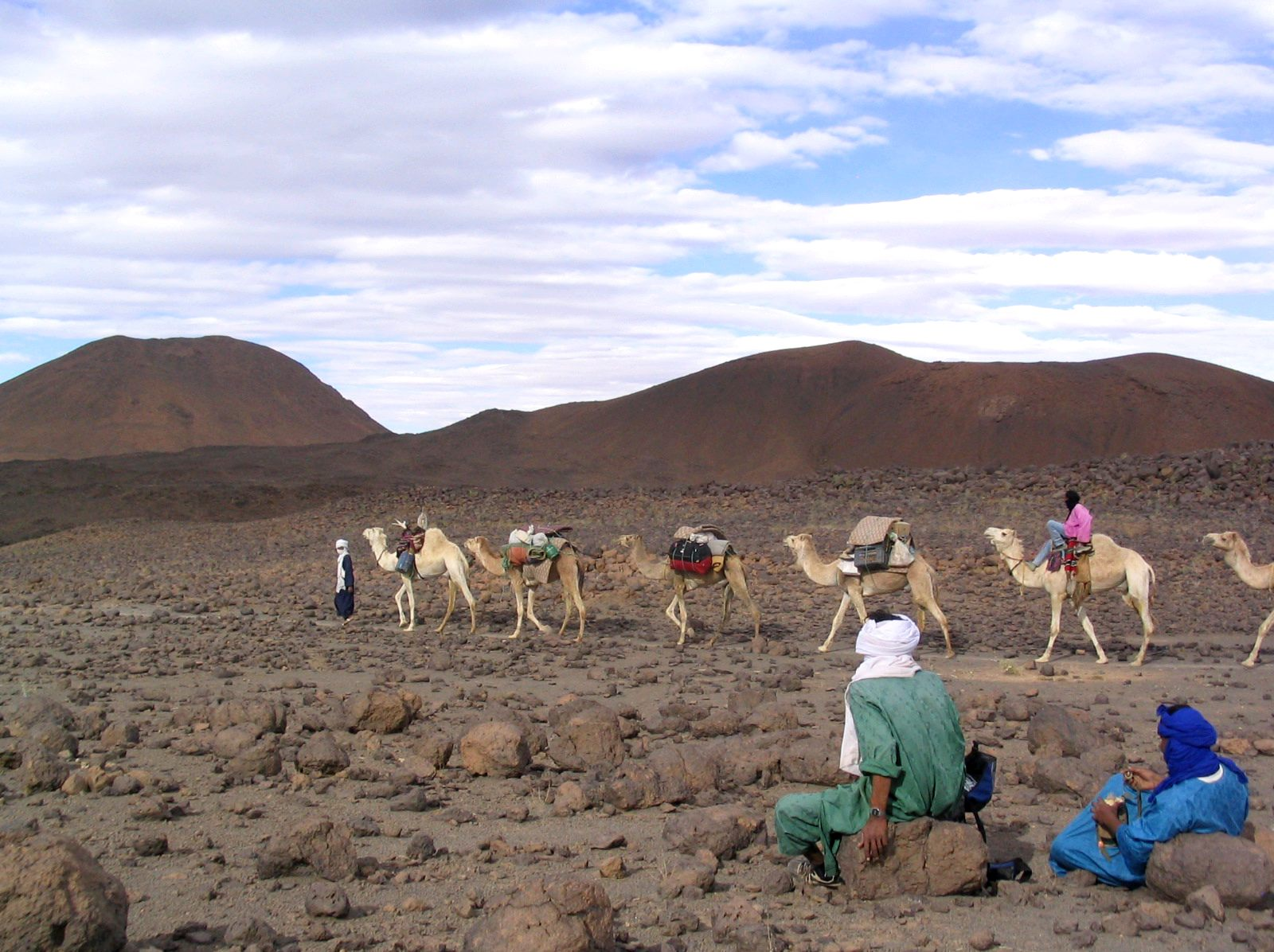
Caravana en tiempos modernos de camellos cerca de Ahaggar en el Sáhara central, en 2006.

Heródoto mencionó como los Garamantes cazaban a los trogloditas etíopes con sus carros. Este relato se asocia con descripciones de caballos tirando de carros de guerra en pintura rupestre contemporánea en el sur de Marruecos y en el Fezán, dando origen a la teoría de que los garamantes, u otro pueblo del Sáhara, habría creado rutas de carros para proveer a Roma y Cartago con oro y marfil. No obstante, se ha argumentado en contra de esta tesis que no se han hallado esqueletos de caballos datando de esta época, y que los carros habrían sido vehículos poco apropiados para comerciar dada su pequeña capacidad y tamaño.
La evidencia más temprana de camellos domesticados en la región se remonta al siglo III. Utilizados por los bereberes, permitían un contacto regular a través de todo el Sáhara, si bien las rutas comerciales regulares no se desarrollaron hasta el comienzo de las conversiones al Islam en África Occidental en los siglos VII y VIII. Se desarrollaron principalmente dos rutas comerciales. La primera discurría por el desierto occidental desde el actual Marruecos hasta el río Níger, mientras que la segunda iba desde el área ocupada por el Túnez actual hasta el área del Lago Chad. Estas travesías eran relativamente cortas y contaban con la existencia de una red esencial de oasis ocasionales que fijaban la ruta como inexorables puntos en un mapa. Más hacia el este de Fezzán, Libia era intraspasable como consecuencia de su falta de oasis y las duras tormentas de arena. Una ruta desde el Níger hasta Egipto fue abandonada en el siglo X como consecuencia de los peligros que implicaba.[cita requerida]

## Comercio transahariano en la Edad Media
El ascenso del Imperio de Ghana, ubicado en lo que el área que actualmente ocupan Malí, Senegal y el sur de Mauritania, fue a la par del crecimiento del comercio transahariano. Las economías mediterráneas tenían escasez de oro pero podían ofrecer sal, que se extraía de lugares como la mina de sal africana de Taghaza, mientras que estados de África Occidental como Wangara disponían de importantes reservas de oro pero carecían de sal. El comercio transahariano de esclavos también fue importante, al existir un importante tráfico de africanos hacia el norte, donde solían servir como sirvientes o concubinas esclavas. Los estados de África Occidental importaban a cambio soldados esclavos con elevada formación. Se estima que entre los siglos X y XIX se transportaron entre 6000 y 7000 esclavos hacia el norte cada año. Se calcula, de modo aproximado, que un número de unos 9 millones de esclavos fueron exportados a través de la ruta de caravanas transahariana norte.  Se establecieron varias rutas comerciales, de las cuales quizá las más importantes eran las que terminaban en Siyilmasa e Ifriqiya, en lo que es actualmente Marruecos, hacia el norte. En estos puntos, así como en otras ciudades del norte de África, los bereberes habían aumentado su contacto con el islam, lo que hizo que estos se fueran convirtiendo progresivamente. Hacia el siglo VIII, multitud de musulmanes viajaban ya hacia Ghana, lo que supuso que también en Ghana muchos se convirtieran al islam. Es posible que este Imperio recibiera privilegios por esta conversión. Alrededor del año 1050, Ghana capturó Audagost, si bien nuevas minas de oro alrededor de Bure redujeron el comercio a través de esta ciudad, beneficiando de esta manera a Sosso, que posteriormente formaría el Imperio de Malí.

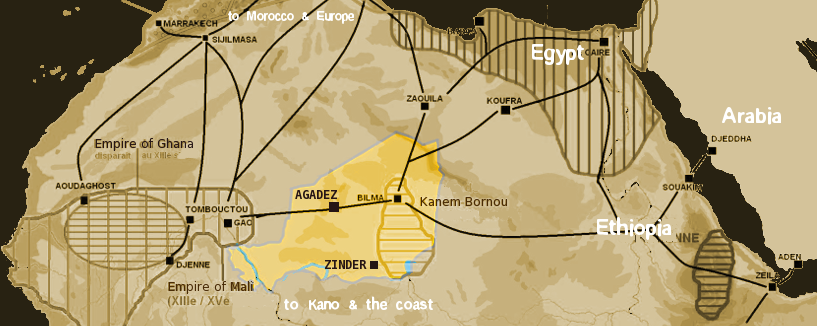
Rutas comerciales del Sahara hacia el año 1400, con el moderno territorio de Níger señalado.

A diferencia de Ghana, Malí fue un reino musulmán, y bajo este, el comercio de oro y sal continuó. Otros artículos de comercio menos importantes fueron los esclavos, las nueces de kola del sur, y los abalorios de esclavo y conchas de caurí del norte (utilizadas como moneda). Fue bajo el Imperio de Malí que las grandes ciudades en torno al margen del río Níger, como Gao y Djenné, prosperaron, alcanzando Tombuctú un elevado conocimiento en toda Europa por su gran riqueza. Se desarrollaron importantes centros comerciales en el sur de África Occidental, en una zona de transición entre el bosque y la sabana. Entre los ejemplos más significativos destacan Begho y Bono Manso (en la actual Ghana) así como Bondoukou (en la actual Costa de Marfil). Las rutas de comercio occidentales siguieron siendo importantes, siendo los principales centros comerciales Uadane, Ualata y Chingueti, localidades ubicadas todas ellas en la actual Mauritania, mientras que las ciudades tuareg de Assodé y posteriormente Agadez crecieron en torno a la ruta oriental en lo que es actualmente Níger.
El desarrollo de la ruta transahariana del este condujo al ascenso del Imperio Kanem-Bornu, ubicado en el área del Lago Chad. Esta ruta comercial era de algún modo menos eficiente, y solo alcanzó un uso intensivo cuando se produjeron disturbios y agitación en el oeste durante las conquistas almohades.

## Historia
A partir del siglo V el comercio resurgió debido a la formación del reino de Ghana en el oeste del Sáhara. El establecimiento de una nueva clase social superior en la zona de Níger-Senegal hizo aumentar la demanda de bienes de lujo. Además el comercio se vio favorecido por la protección estatal ofrecida por Ghana. Un factor adicional era la apertura de las minas de sal en Taghaza e Ijil en la actual Argelia, ya que la sal era un bien muy cotizado en el oeste de África. El punto final de la ruta de comercio era hasta el siglo XI la ciudad de Siyilmasa.
Con el establecimiento del Imperio songhai a partir de 1400, Tombuctú, en las orillas del río Níger, se convirtió en el centro comercial más importante de la zona de Sahel. La desintegración del imperio tras una invasión marroquí alteró sustancialmente el comercio con el Sáhara central ya que faltaba el gobierno central que podía proteger las rutas de las caravanas. Por esto a partir del siglo XVII la principal ruta del comercio transahariano se traslada al camino entre el lago Chad y Trípoli ("ruta del bornus").
Este traslado ocasionó el auge económico de los reinos Hausa y del Imperio de Bornú en la zona del Chad. Ya que la importancia del comercio de oro a través del Sáhara había decaído debido a las rutas mercantiles por mar establecidas por los europeos, se incrementó la importancia del comercio de esclavos con el mundo islámico sobre la ruta entre el Chad y Trípoli.
Aunque la ruta principal del comercio se trasladó repetidas veces a lo largo de la historia se seguía utilizando y se establecían nuevas rutas secundarias. Tan sólo con la colonización francesa en el siglo XIX, el comercio empezó a dirigirse a las regiones costeras del océano Atlántico.

## El futuro del comercio transaharaniano
La Unión Africana y el Banco Africano de Desarrollo apoyan la Carretera Transahariana que va desde Argel hasta Lagos vía Tamanrasset y que tiene por objetivo estimula el comercio transahariano. La ruta está asfaltada excepto 200 km en el norte de Níger. No obstante, las restricciones aduaneras y fronterizas dificultan el tráfico. Solo unos pocos camiones realizan el comercio transahariano, fundamentalmente de carburante y sal. Se han propuesto otras tres autopistas a través del Sáhara.